# Teuta
Teuta (... – 228 a.C.) è stata una regina degli Ardiei. Si scontrò con Roma, uccidendo la popolazione romana di Fenice, ma fu infine sconfitta nel 229 a.C.

## Biografia
Teuta era la moglie di Agron, figlio di Pleurato e re degli Illiri che, avendo sconfitto gli Etoli, per eccessi nei festeggiamenti venne colpito da pleurite e morì nel giro di pochi giorni. Teuta, da Scutari (Albania), utilizzando un consiglio formato dai philoi del defunto re, assunse la reggenza per conto di Pinne, figlio del re e di un'altra sua moglie, Triteuta.

### Regno (230-228 a.C.)

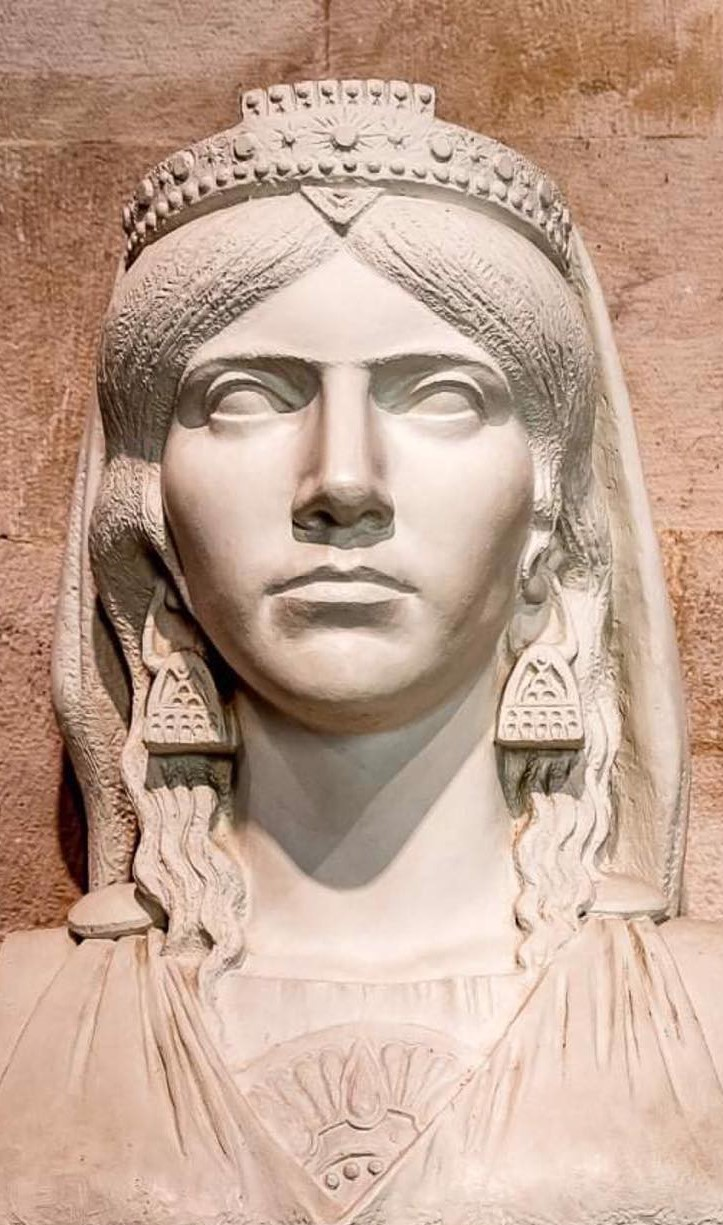
Un busto di Teuta conservato al Museo nazionale albanese.

Il fatto di essere donna in una società tipicamente patriarcale limitava l'effettivo potere della regina che si vide costretta ad accettare un maggior grado di libertà dei sudditi  nella loro comune attività navale: la pirateria. La povertà del territorio e la poca terra coltivabile avevano in pratica reso necessario agli Illiri, per la loro stessa sopravvivenza, l'esercizio continuativo della pirateria. Questa attività, d'altra parte era largamente praticata da tutti i popoli – romani compresi – in tutto il Mediterraneo. La regina Teuta, però, non si limitò a gestire la pirateria dei sudditi fingendo di non poterlo fare; si comportò anche come Capo di Stato e:
(Polibio, Storie, II, 4, Rizzoli, Milano, 2002. Trad.: M.Mari)
La flotta e l'esercito degli Illiri guidato da Scerdilaida, fratello di Agron, saccheggiarono le isole greche vicine a Corcira e conquistarono Fenice, dove tuttavia rimasero uccisi diversi mercanti italici. La presa della città e il grande bottino che ne fu tratto convinsero gli Illiri a limitare, per il momento, l'attività e a tornare alle loro terre. L'episodio, inoltre, portò alla regina Teuta l'alleanza degli Epiroti e degli Acarnani terrorizzati da quella dimostrazione di forza.
(Polibio, Storie, II, 8, Rizzoli, Milano, 2002. Trad.: M.Mari)
Teuta, visti i risultati del saccheggio delle coste greche decise di accrescere la pressione, ma per un certo tempo fu frenata a causa della ribellione nell'Issa. Il rafforzamento militare di Agron, prematuramente deceduto, l'invio di flotta ed esercito in terre ricche per autofinanziarsi, il blocco dei commerci anche italici (e quindi soggetti ai romani) nel basso Adriatico, fecero pensare all'inizio di uno sforzo "imperialista" degli Illiri volto al controllo delle coste greche dell'Epiro e della Macedonia e dei relativi commerci con l'Italia.
Polibio presenta inoltre Teuta come una donna scostante che riceve gli ambasciatori romani con fare "arrogante e superbo". Alle richieste degli ambasciatori rispose che per quanto riguardava lo Stato illirico, questo sarebbe stato attento a che gli interessi di Roma non subissero danni, ma i privati cittadini Illiri non potevano essere fermati nelle operazioni in mare. Il più giovane degli ambasciatori romani rispose a sua volta:
(Polibio, Storie, II, 8, Rizzoli, Milano, 2002. Trad.: M.Mari)
Teuta in risposta fece uccidere il giovane ambasciatore al momento dell'imbarco. Naturalmente quando la notizia giunse a Roma, il Senato votò immediatamente la guerra per la successiva primavera 229 a.C., provvedendo ad arruolare le legioni e organizzare la flotta.

#### Prima guerra illirica contro Roma (229-228 a.C.)

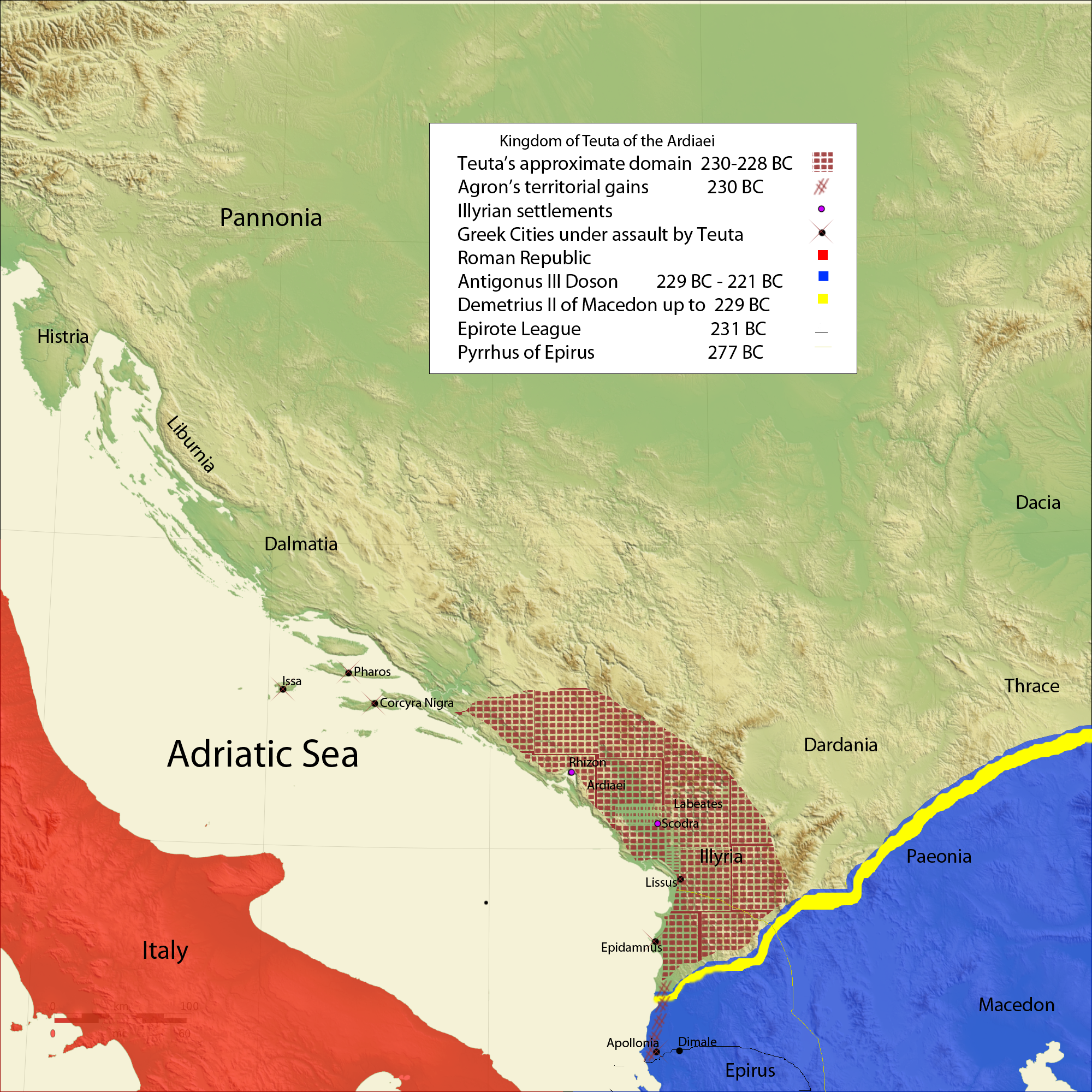
Il regno di Teuta e lo scenario delle operazioni militari della prima guerra illirica (229 - 228 a.C.)

Non ignara del pericolo Teuta allestì una flotta ancora maggiore della precedente e la mandò nuovamente verso Corcira, le isole vicine e la costa dell'Epiro, strategicamente importanti nell'approssimarsi dello scontro con Roma. Entrarono in gioco le alleanze fra i Greci e ne scaturì una battaglia navale presso le isole Paxos con l'intervento anche di Achei, Etoli, Apolloniati da una parte, e gli Acarnani – come da alleanza – a fianco degli Illiri. Corcira dovette accettare la presenza di una guarnigione comandata da Demetrio di Faro.
(Polibio, Storie, II, 11, Rizzoli, Milano, 2002. Trad.: M.Mari)
Demetrio di Faro, all'avvicinarsi della flotta romana a Corcira,
(Polibio, Storie, II, 11, Rizzoli, Milano, 2002. Trad.: M.Mari)
I Romani, riuscirono quindi a crearsi a Corcyra una base per le operazioni sulla costa orientale dell'Adriatico e la flotta si avviò verso Apollonia mentre l'esercito guidato da Postummio, 20.000 fanti e 2.000 cavalieri, veniva traghettato da Brindisi.
Gli Illiri che stavano assediando Epidamno, alla notizia dell'arrivo dei romani intrapresero la fuga. I romani avanzarono verso la capitale di Teuta accogliendo sotto la loro protezione, man mano, Epidamno, gli Ardiei, i Partini, gli Atintani e gli Issei.
Teuta dovette fuggire, rifugiandosi con pochi fedelissimi a Rizone nelle Bocche di Cattaro, che era lontana dal mare e ben fortificata. I romani lasciarono Demetrio a capo di un esteso dominio composto da protettorati controllati da guarnigioni. La maggior parte della flotta e dell'esercito tornò in Italia con Gneo Fulvio mentre Postumio, con il resto degli uomini e delle navi si trattenne in qualità di "consigliere militare" per organizzare le forze armate delle popolazioni protette.
In primavera Teuta mandò degli ambasciatori a Roma e concluse così dei patti che vedevano la regina illirica ritirarsi dalla maggior parte delle terre illiriche, pagare tributi ai romani e, soprattutto impegnarsi a rinunciare alla bassa Illiria e a ogni intervento militare marittimo a sud di Lisso. La regina Teuta preferì suicidarsi che trattare con i romani.